# 玉架山遗址
玉架山遗址，位于中华人民共和国浙江省杭州市临平区临平街道万陈社区，总面积约15万平方米。有六个良渚文化的聚落遗址，墓葬397座、灰坑21座，建筑遗迹10处，出土陶器、石器、玉器等各类文物4000多件。
2008年10月浙江省文物考古研究所与中国江南水乡文化博物馆开始对其进行全面钻探调查与发掘。2012年4月，入选2011年度全国十大考古新发现。2017年1月13日，玉架山遗址被列入第七批浙江省文物保护单位。